# Oberderdingen
Oberderdingen este un oraș din landul Baden-Württemberg, Germania.  Se află la o altitudine de 190 m deasupra nivelului mării. Are o suprafață de 33,57 km². Populația este de 11.956 locuitori, determinată în 31 decembrie 2023, prin actualizare statistică[*]. În anul 2023 comuna Oberderdingen a devenit oraș.